# Astragalus sericeocanus
Astragalus sericeocanus är en ärtväxtart som beskrevs av Nikolai Fedorovich Gontscharow. Astragalus sericeocanus ingår i släktet vedlar, och familjen ärtväxter. Inga underarter finns listade i Catalogue of Life.